# Суровичево
Суровичево, Соровићево или Сорович (грч. Αμύνταιο, Аминдео) град је у Грчкој и седиште истоимене општине, периферија Западна Македонија. Према попису из 2021. било је 3.779 становника.

## Географија
Суровичево се налази 33 километара југоисточно од Лерина, у североисточном делу котлине Сариђол, километар јужно од Петерског језера у подножју планине Ниџе, на надморској висини од 590 метара.

## Историја
Један од најстаријих писаних извора у којима се спомиње Суровичево је османски пописни дефтер из 1481. године за Леринску нахију, где је записано село Сировичево које је имало 52 словенске хришћанске породице. Етнографија вилајета Адријанопољ, Монастир и Салоника, штампана 1878. године, која се односи на мушко становништво 1873. године, спомиње Суровичево два пута, прво као Суроичево у Леринској кази са 60 домаћинства и 60 житеља муслимана и 160 житеља Словена, и друго као Сурвичево у кази Џумали са 90 домаћинства и 305 житеља Словена. Васил Канчов бележи 1900. године да Суровичево има 750 Словена, 35 Турака и 50 Рома. Према секретару Бугарске егзархије, Димитру Мишеву, 1905. године насеље има 304 Словена егзархиста, 576 патријаршиста и 96 Рома. Боривоје Милојевић 1920. године наводи да насеље има 150 кућа Словена хришћана. На попису 1913. године било је 1.105 житеља, 1920. године 1.514 житеља. Разлог повећања становништва је што су грчке власти населиле, нарочито за време Првог светског рата, избегличке породице (претежно аромунске) из околине Битоља. Попис из 1928. године показује пораст броја становника на 2.148, због досељавања 177 грчких избегличких породица, као и Словена из суседних села. Због свог положаја Суровичево постаје административни центар са окружним судом, полицијском управом и другим јавним службама, због чега после Другог светског рата бележи пораст становништва.

### Пописи
Преглед становништва у свим пописним годинама од 1940. до 2011:
| Година       | 1940  | 1951  | 1961  | 1971  | 1981  | 1991  | 2001  | 2011  |
| ------------ | ----- | ----- | ----- | ----- | ----- | ----- | ----- | ----- |
| Становништво | 2.650 | 3.239 | 3.861 | 3.669 | 3.205 | 2.972 | 3.636 | 3.671 |

## Привреда
Највећи део становништва се бави земљорадњом, мада је доста развијена трговина и занатство. Крајем 19. века мештани су производили пшеницу, раж, јечам, анис, вино и ракију. Тада се сваког понедељка у Суровичеву одржавао пазар, на који су долазили не само мештани околних села, већ и удаљенијих села, као и из града Лерина.